# RS-402
Pour les articles homonymes, voir Route 402.
La RS-402 est une route locale du Nord-Ouest de l'État du Rio Grande do Sul qui relie la municipalité de Colorado à celle de Selbach. Elle est longue de 14 km.